# Burghausen
Burghausen é uma cidade da Alemanha localizada no distrito de Altötting, região administrativa de Alta Baviera, estado da Baviera. Está próxima ao rio Salzach e da fronteira com a Áustria.
O castelo local situa-se sobre um monte, e, com 1 043 m de comprimento, é o mais extenso da Europa.